# Teodoro de Villa Díaz
Teodoro de Villa Díaz, más conocido como Teddy Díaz, (1 de abril de 1963 - 21 de agosto de 1988), fue un guitarrista de género rock filipino, miembro de la agrupación The Dawn. 
Obtuvo mucha popularidad durante la trayectoria de su carrera a partir de 1980. Lamentablente terniminó con su vida, influenciado por las drogas y el alcoholismo que le provocó la muerte. Aun así es uno de los músicos más recordados por sus seguidores, que todavía gustan de su música. Él se graduó en el colegio Alma Mater y después en la Universidad Ateneo de Manila, su música ha hecho conocer en todas partes, sobre todo en centros educativos de estudios superiores como la Universidad de Mujeres Filipinas, además que se especializaba en diferentes estilos de guitarra demostrando su talento. Díaz por la pasión de su música, ha compartido en sus momentos junto a su compatriota, el guitarrista filipino Francis Reyes. También con la agrupación Rivermaya en 1987 y Chuck Isidro. También ha recopilado influencias con otras agrupaciones como Jimmy Page, Harold Faltermeyer y Yngwie Malmsteen.

## Grupos relacionados
- The Dawn
- Jett Pangan
- Pinoy Rock